# Problema de dispersió inversa
En matemàtiques i física, el problema de dispersió inversa és el problema de determinar característiques d'un objecte, basat en dades sobre com es dispersa la radiació o partícules entrants. És el problema invers al problema de dispersió directa, que consisteix a determinar com s'escampa la radiació o les partícules en funció de les propietats del dispersor.
Les equacions de solitons són una classe d'equacions diferencials parcials que es poden estudiar i resoldre mitjançant un mètode anomenat transformació de dispersió inversa, que redueix les PDE no lineals a un problema de dispersió inversa lineal. L' equació de Schrödinger no lineal, l'equació de Korteweg – de Vries i l'equació de KP són exemples d'equacions de solitó. En una dimensió espacial, el problema de dispersió inversa equival a un problema de Riemann-Hilbert. Des de la seva primera declaració sobre radiolocalització, s'han trobat moltes aplicacions per a tècniques de difusió inversa, com ara ecolocalització, enquesta geofísica, proves no destructives, imatge mèdica, teoria quàntica de camps.